# 竹村良貞

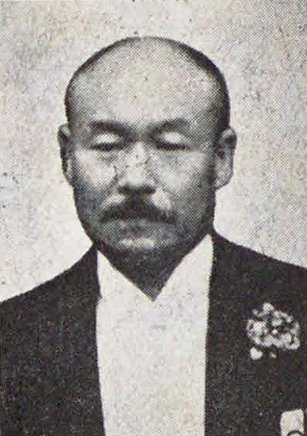
竹村良貞

竹村 良貞（たけむら よしさだ、文久元年11月25日（1861年12月26日）- 昭和15年（1940年）6月9日）は、明治期のジャーナリスト、政治家、帝国通信社社長。

## 経歴
越後国生まれ。高田藩士の子として生まれ、藩校に学び明治10年の役で従軍。その後、慶應義塾に入り、1881年（明治14年）に卒業した。郷里に帰り高田新聞を創刊するが、高田事件で入獄した。
1883年（明治16年）、報知新聞に入社。その後、報知新聞が時事通信社と合併した際に帝国通信社の社長となる。
1904年（明治37年）の第9回衆議院議員総選挙において新潟県で憲政本党から、1917年（大正6年）第13回総選挙では憲政会から立候補し、代議士となっている。その他に東京市会議員、麹町区会議長を歴任した。